# Austin Liato
Austin Chisangu Liato (* 23. August 1965) ist ein Politiker in Sambia.
Austin Liato war bisher Mitglied im Panafrikanischen Parlament und seit 1998 Vizepräsident des Gewerkschaftsdachverbandes Sambias, dem Zambia Congress of Trade Unions. In der Wahl zum Präsidenten swe ZCTU unterlag er 1998 nur knapp. Im Jahr 2000 wurde er des Diebstahls bei ZESCO beschuldigt und gekündigt, was später widerrufen werden musste bei Nachzahlung aller Bezüge. Er war Stellvertretender Minister für Energie und Wasserkraftentwicklung, was zeitlich nicht fest zu machen ist. Januar 2005 sollte er Minister für die Provinz Copperbelt werden, was jedoch auf Widerstand stieß und von Präsident Levy Mwanawasa widerrufen wurde. Liato war Anfang 2006 Minister der Provinz Lusaka. Nach den Wahlen in Sambia 2006 wurde er zum stellvertretenden Minister für Arbeit und Soziales ernannt. Er sitzt seit 2001 für die United Party for National Development, deren stellvertretender Vorsitzender er war, und den Wahlkreis Kaoma in der Nationalversammlung Sambias, eine Wahl, der gekaufte Stimmen unterstellt werden. Die UPND hat ihn deshalb am 7. Juli 2003 zusammen mit Benny Tetamashimba ausgeschlossen. Er wechselte daraufhin zum Movement for Multi-Party Democracy und gewann 2006 wiederum das Mandat in Kaoma.
Austin Liato ist ein Schwiegersohn von Levy Mwanawasa und mit dessen Tochter Miriam aus erster Ehe verheiratet.